# Праски Витти
Праски́ Витти́ (Виталий Петрович Петров; 17 сентября 1936, Алгазино, Чувашская АССР) — советский и российский художник, живописец-монументалист.
Заслуженный художник РСФСР (1983), Народный художник Чувашской Республики (1994), лауреат Премии Президента Российской Федерации в области литературы и искусства (2001).

## Имя
Сам художник появление «Праски Витти» объяснил так:

Это было в Венгрии. Я сверлил эмалевую плитку, кусок отскочил и попал в глаз. Через несколько дней обратился в больницу. Достали кусочек стекла и начали оформлять больничную карту. Медсестра спрашивает: «Как зовут маму?». Оказывается, считается, что во время болезни человек точно помнит только имя своей мамы, потому официальные документы в этой стране пишутся на её имя. Я говорю: «Праски». — «А вас?» — «Витти, — говорю ей, — Праски Витти».

А потом решил: буду выставляться как Праски Витти. Многие думают, что это псевдоним. На самом деле меня в деревне так и зовут — Праски Витти.— Из интервью

## Биография
Виталий Петров родился в многодетной крестьянской семье. Мать — Ананьева Прасковья Ананьевна (1916—1992), отец — Евсеев Пётр Евсеевич (1913—1978).
Испытал все лихолетья военной поры, мальчишкой работал в тылу для фронта, голодал.

В 1954 году Виталий окончил среднюю школу в селе Калинино. 

### Художественное образование
В 1954 году поступил в Чебоксарское художественное училище.

Но уже на следующий год был призван в ряды Советской Армии, учёбу пришлось продолжить лишь в 1957 году.

В 1961 году, успешно защитив дипломную работу «Художники-монументалисты», В. Петров поступил на факультет монументально-декоративной живописи Ленинградского высшего художественно-промышленного училища им. В. И. Мухиной.
Завершая учёбу в 1967 году, В.Петров в качестве дипломной работы исполнил триптих «Человек и космос» (мозаика, смальта), предназначенный для фасада Пермского политехнического института.

### Работы
- Иллюстрации к поэме Нарспи Константина Иванова[5].
- Иллюстрации к сборнику стихов поэта Андрея Вознесенского[6].
- Композиция «Телеграф на службе человека»[7] в Ижевске

У народного художника Чувашии Праски Витти кроме панно «Праздник автостроителей» (1980 г.), в Самарской области еще пять монументальных работ, три из которых – в Тольятти: мозаика «Мирный труд» (1975, Сызрань), витражный триптих «Человек, идущий в космос» (1976, Куйбышев, авиационный институт), панно «Книга, несущая свет» (1979, Тольятти, Дом книги, резьба, роспись), панно «Здравоохранение» и фонтан «Символ здравоохранения» (1979, Тольятти, аптека № 212, горячая энкаустика, керамика), роспись «Восхваление книги» (1986, Тольятти, актовый зал полиграфкомбината «Современник»).

### Выставки
Начиная с середины 1970-х годов, работы Праски Витти экспонировались в ГДР, Болгарии, Венгрии, Польше, Испании, США, Германии, Индии, Японии, Турции.
Персональные выставки
- 1984, 1987, 1993, 1996 «Графическая поэзия» — Чувашский государственный художественный музей (Чебоксары)
- 1990 «Мир поэзии К. В. Иванова» (Москва)
- 1993, 1996 — Новочебоксарский выставочный зал
- 1995 «Обретение новой родины венграми» — Чувашский государственный институт гуманитарных наук.
- 2011 — Чувашский государственный художественный музей (к 75-летию)[8]
- 2024 - Галерея современного искусства, г. Казань

Участие в выставках
- 1991 II Международная выставка эмальерного искусства (Москва)
- 1991 Международная выставка эмалей (Ковингтон, штат Кентукки, США)
- 1992 Выставка графики (Кечкемет)
- 1992 Выставка эмалей и графики (Будапешт)
- 1993, 1994, 1996, 1998 Берлин
- 1995 Международная выставка (Ярославль)
- 1995 Санкт-Петербург
- 1995 Петергоф
- 1996 Токио
- 1997 Москва
- 1999 Париж
- 2002 Труа (Франция), Барселона (Испания).

### Преподавательская деятельность
Работал в Чувашском государственном педагогическом университете им. И. Я. Яковлева, профессор.

## Награды и признание
- Орден Дружбы (16 июля 2012) — за большие заслуги в развитии отечественной культуры и изобразительного искусства, многолетнюю творческую деятельность[9], 2012
- Заслуженный художник РСФСР (1983)
- Народный художник Чувашской Республики (1994)
- Премия Президента РФ в области литературы и искусства (2001)
- Государственная премия Чувашской республики им. Петра Егорова (1993)
- Первая премия международного творческого центра эмали в Кечкемете — за лучшую работу года (1992)
- Диплом 3-й Московской международной выставки эмальерного искусства (1993)
- Диплом Лауреата Международной выставки в Салоу (Испания) (1999, 2001)
- Действительный член Национальной академии наук и искусств Чувашской Республики